# 板橋江子翠鳳山寺
板橋江子翠鳳山寺，是位於臺灣新北市板橋區的廟宇，主祀廣澤尊王，興建於1969年，為江子翠地區在地信仰中心。

## 历史

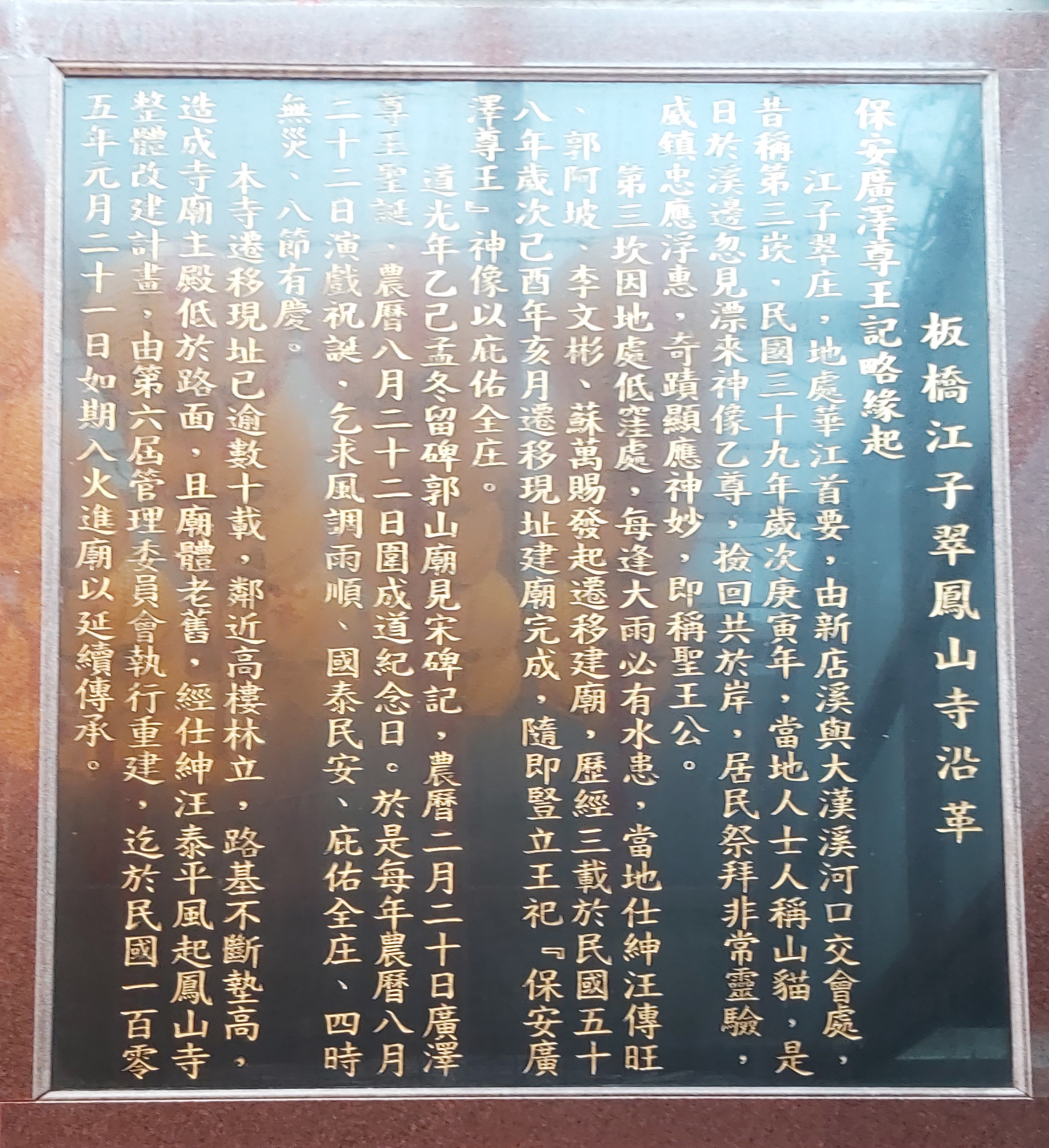
板橋江子翠鳳山寺沿革

1940年，昔稱為「第三崁」的江子翠有鄉民在溪邊拾獲一尊神像後供奉於岸上，稱之作「聖王公」。數年後因當地地處低窪，每逢大雨必有水患，1966年在地仕紳汪傳旺、郭阿坡、李文彬、蘇萬賜等人發起勸募遷建廟堂，於1969年遷建於現址，並豎立「保安廣澤尊王」神像以庇佑全庄，後因城市發展、附近逐漸築起高樓導致路基日漸墊高，寺廟主殿低於路面且建物老舊，廟方議決通過改建計畫，工程於2016年元月告竣。

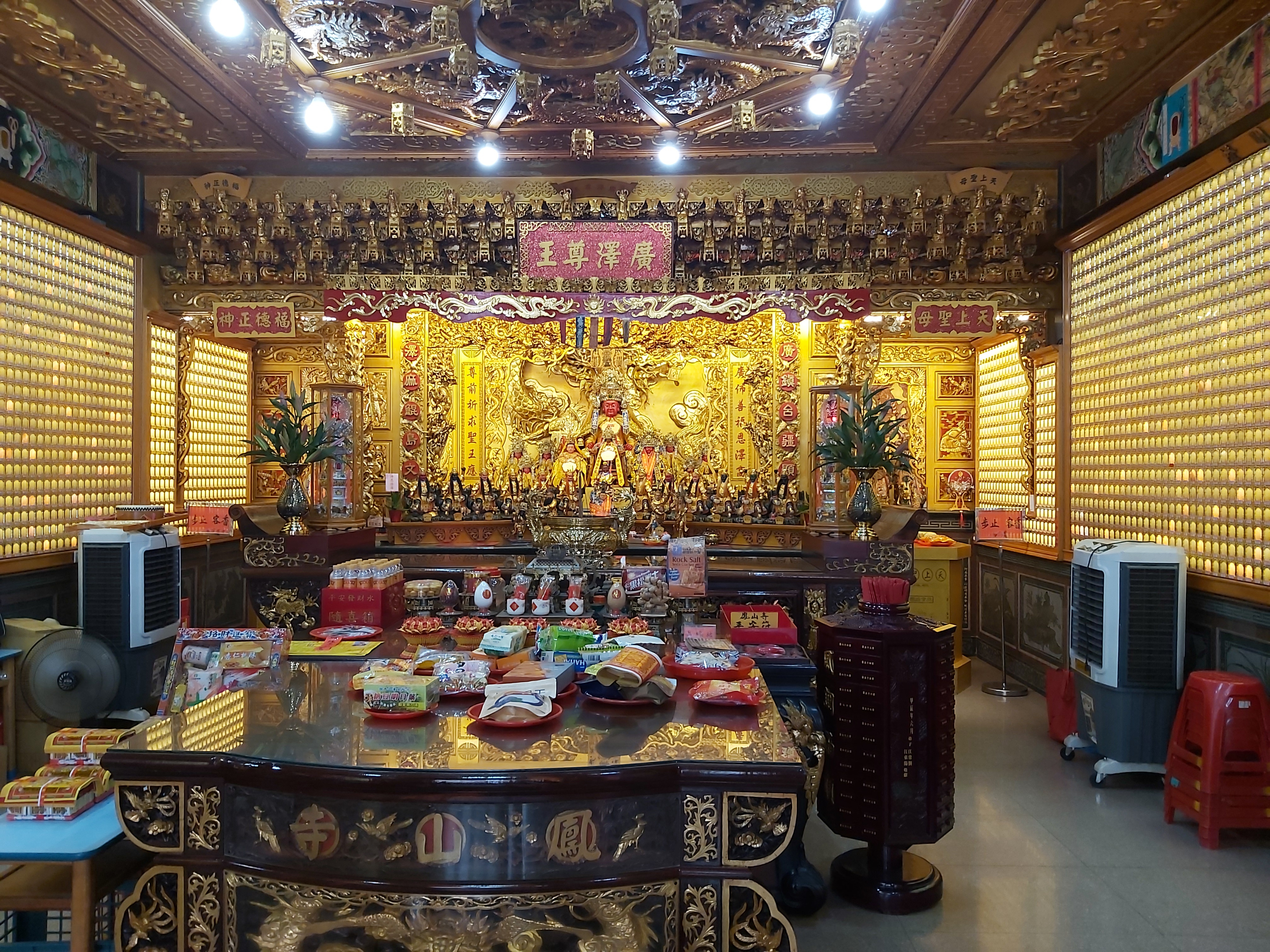
正殿
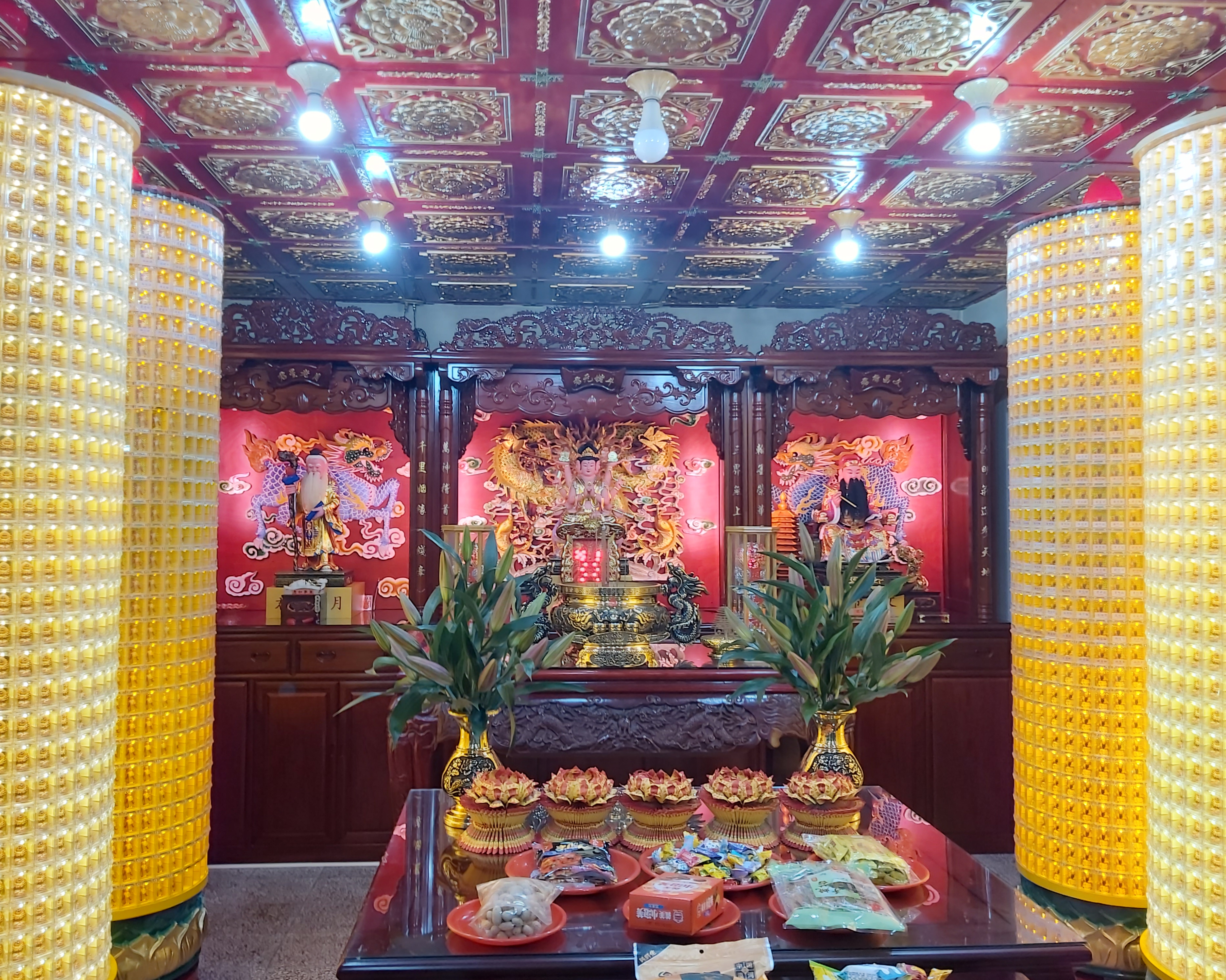
月老、斗姥、文昌
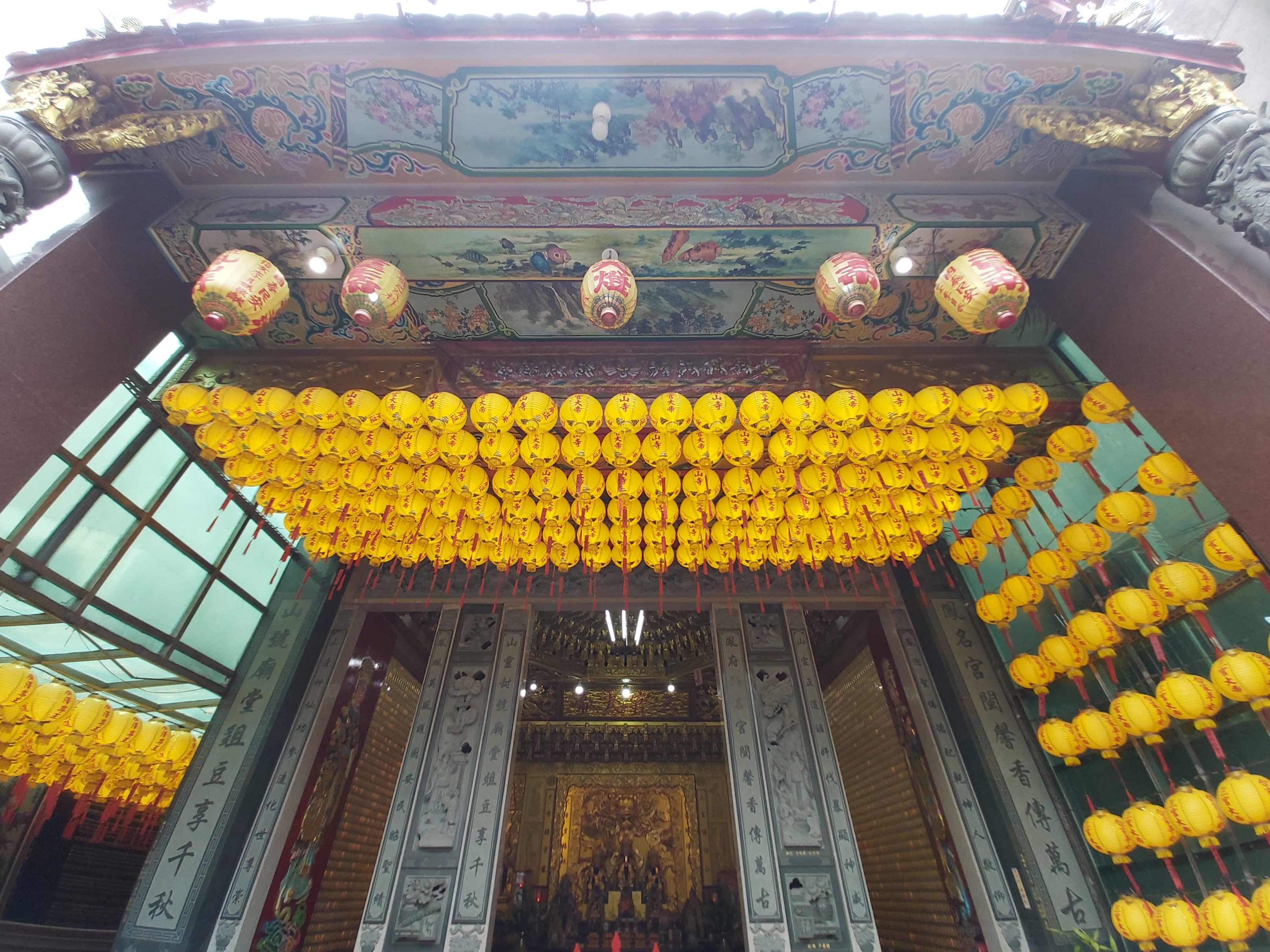
二樓神殿外觀
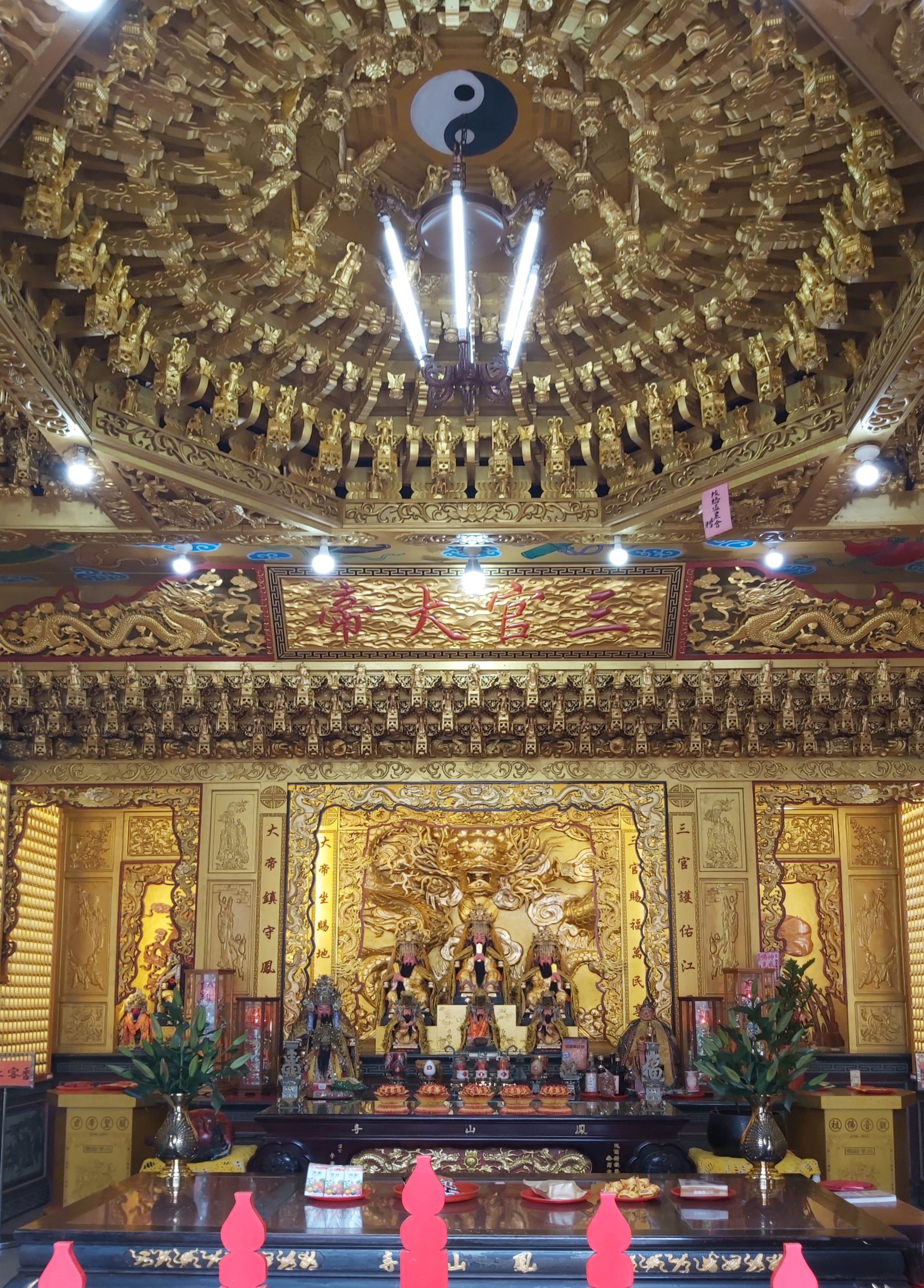
三官殿

## 祭拜习俗
正殿主祀廣澤尊王、陪祀十三太保、妙應仙妃、中壇元帥、「顯佑尊侯」陳欽差與「崇德尊侯」黃太尉，配祀福德正神、天上聖母並從祀千里眼及順風耳；二樓供奉三官大帝、濟公活佛、西秦王爺、觀音佛祖、關聖帝君、馬使爺與五營將軍。

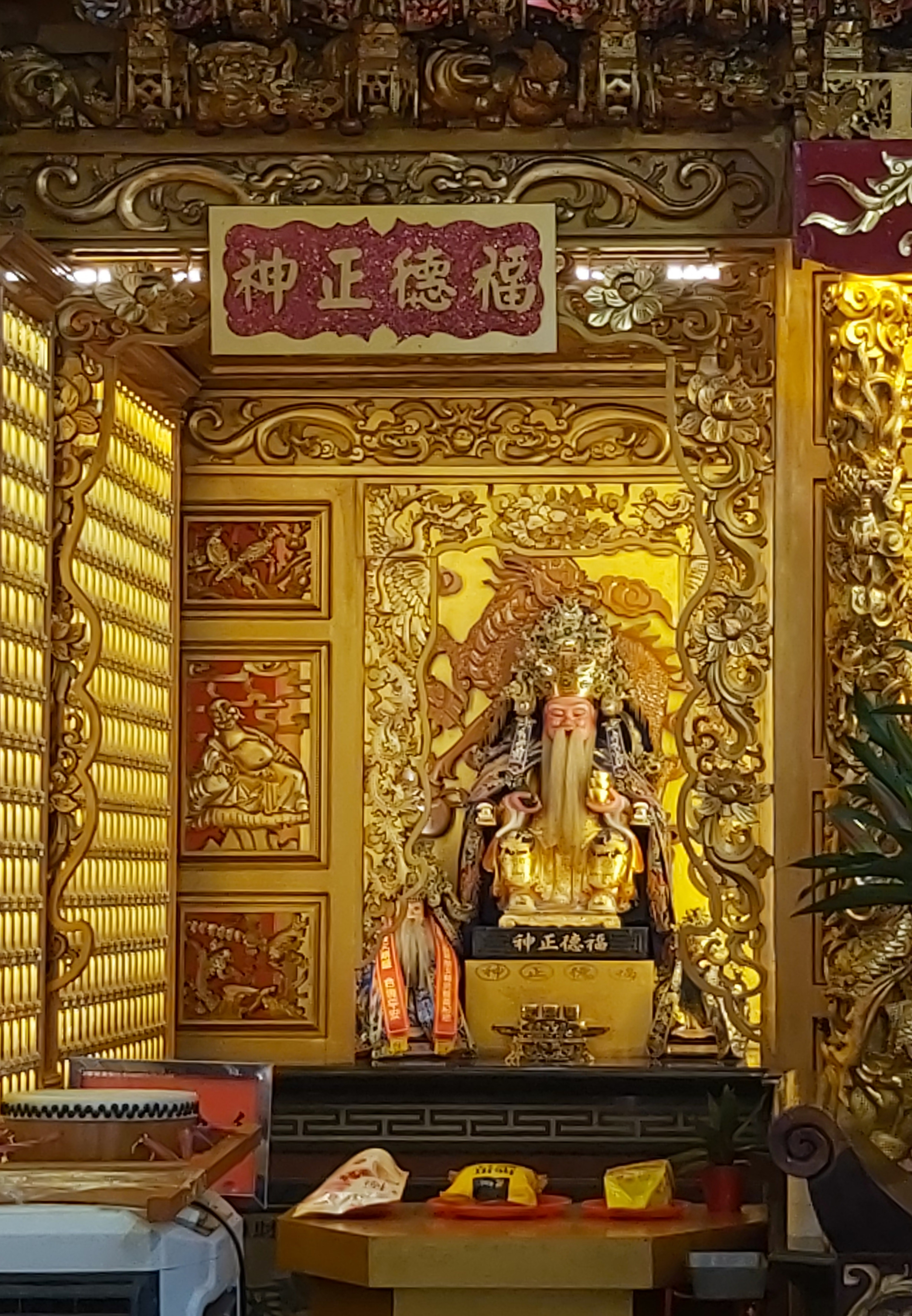
福德正神
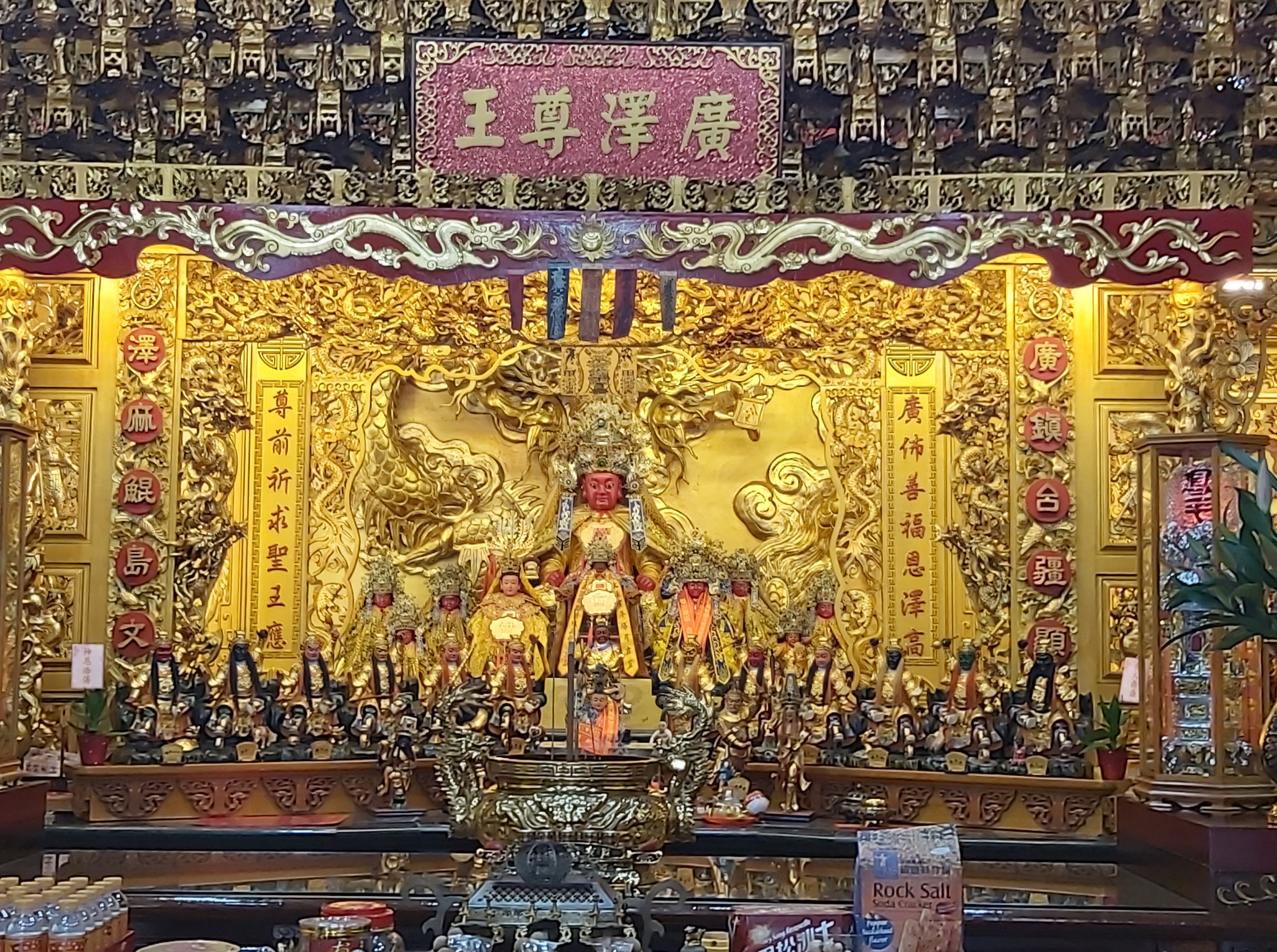
廣澤尊王
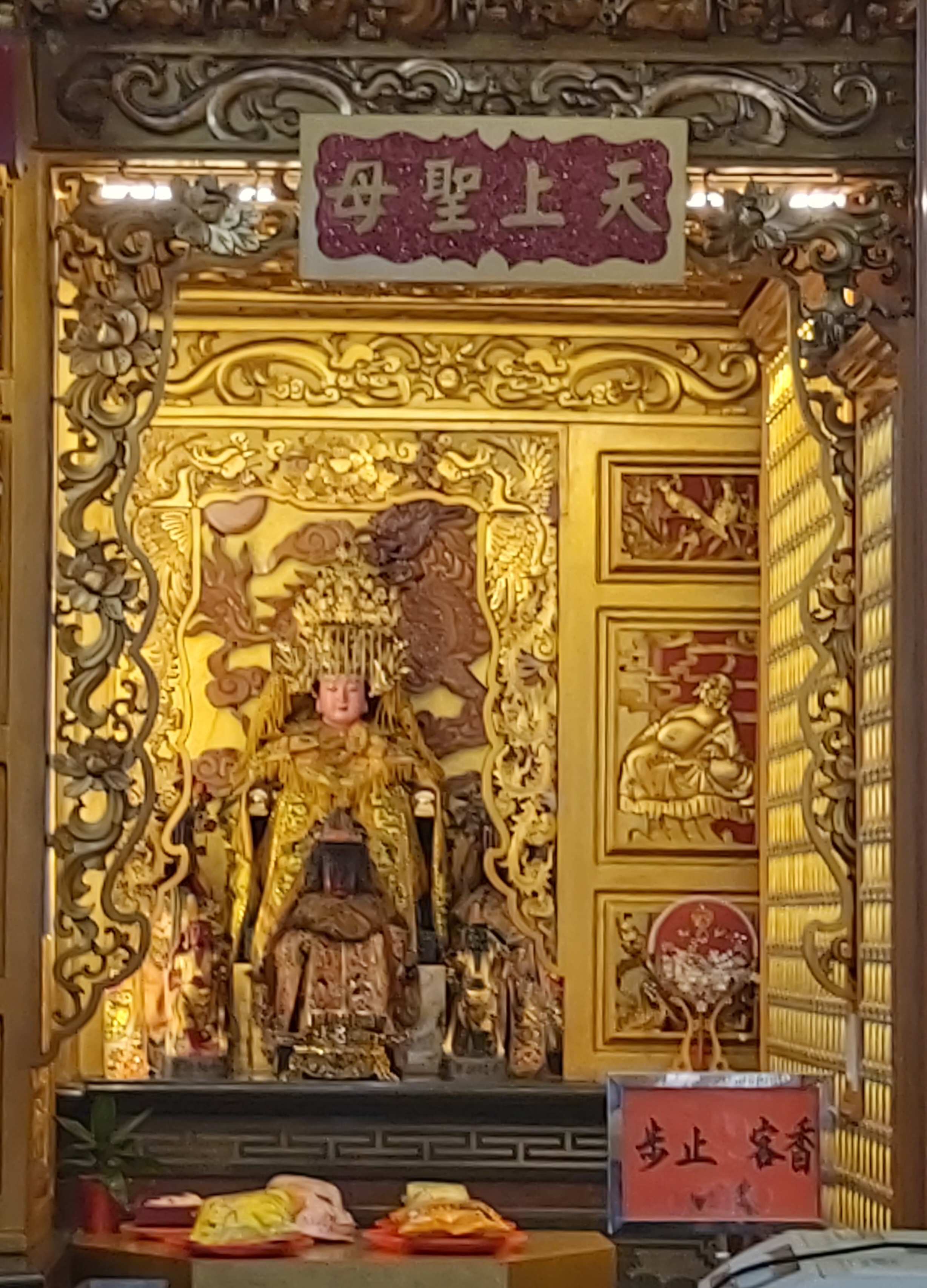
天上聖母
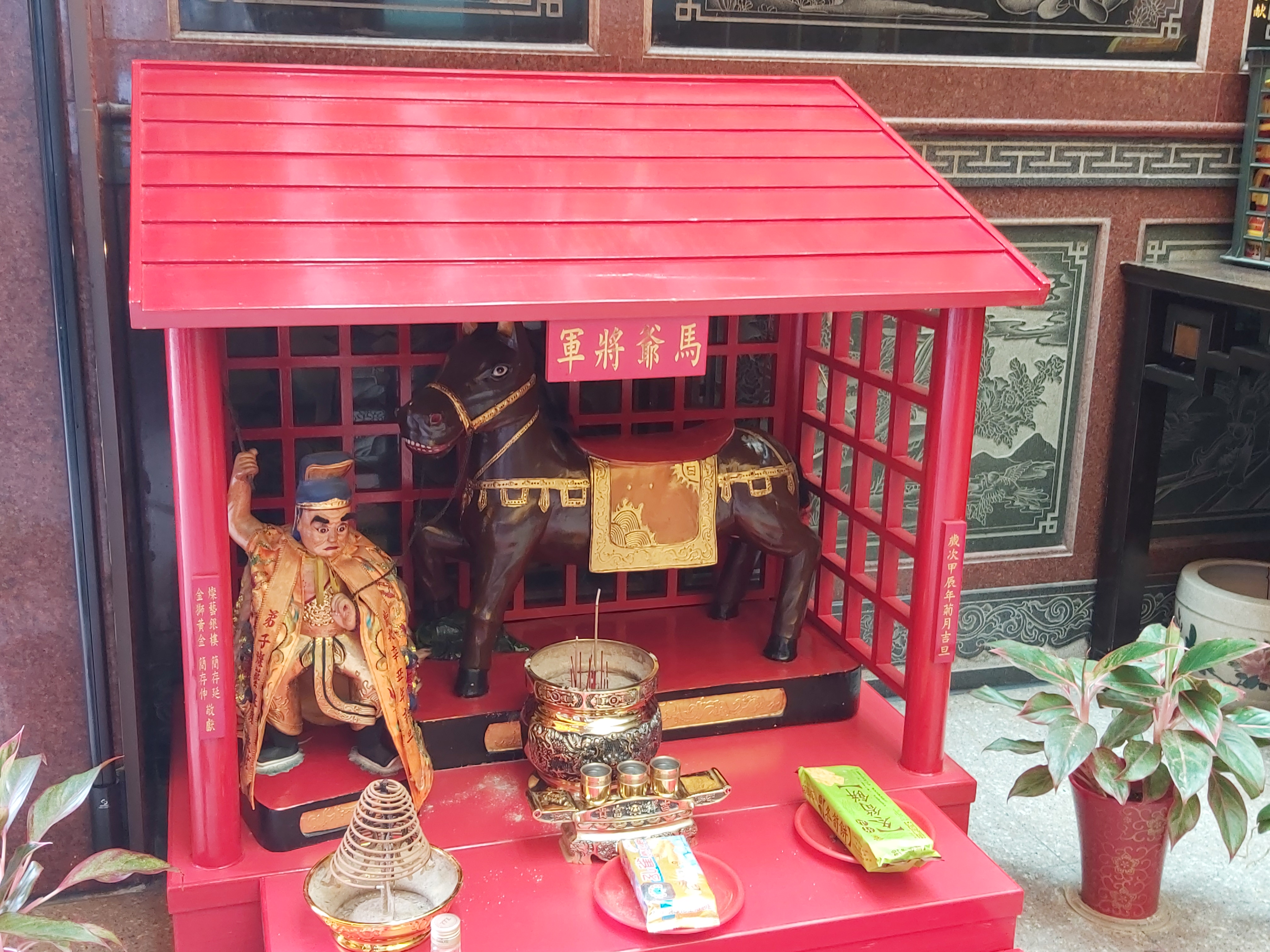
馬爺將軍
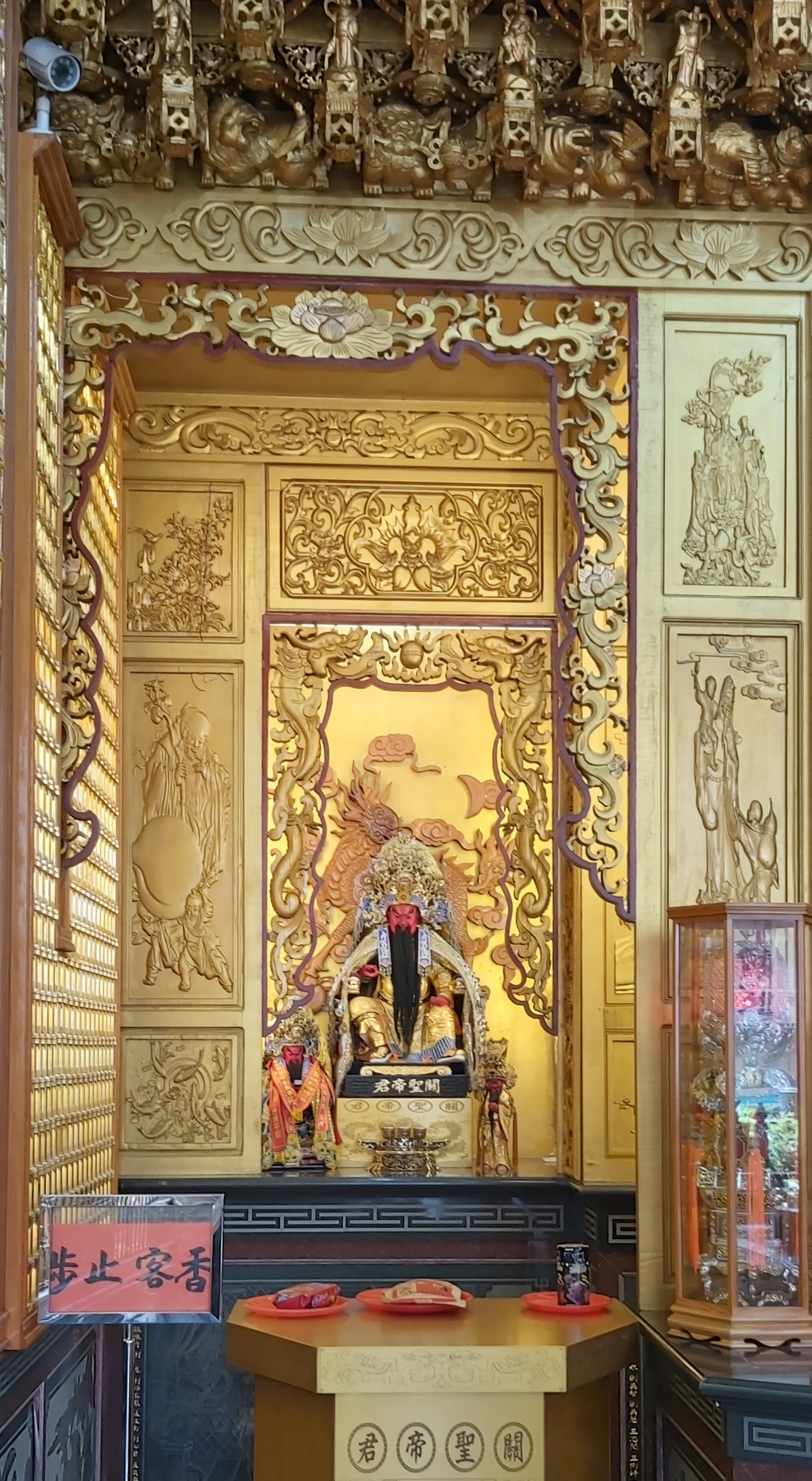
關聖帝君
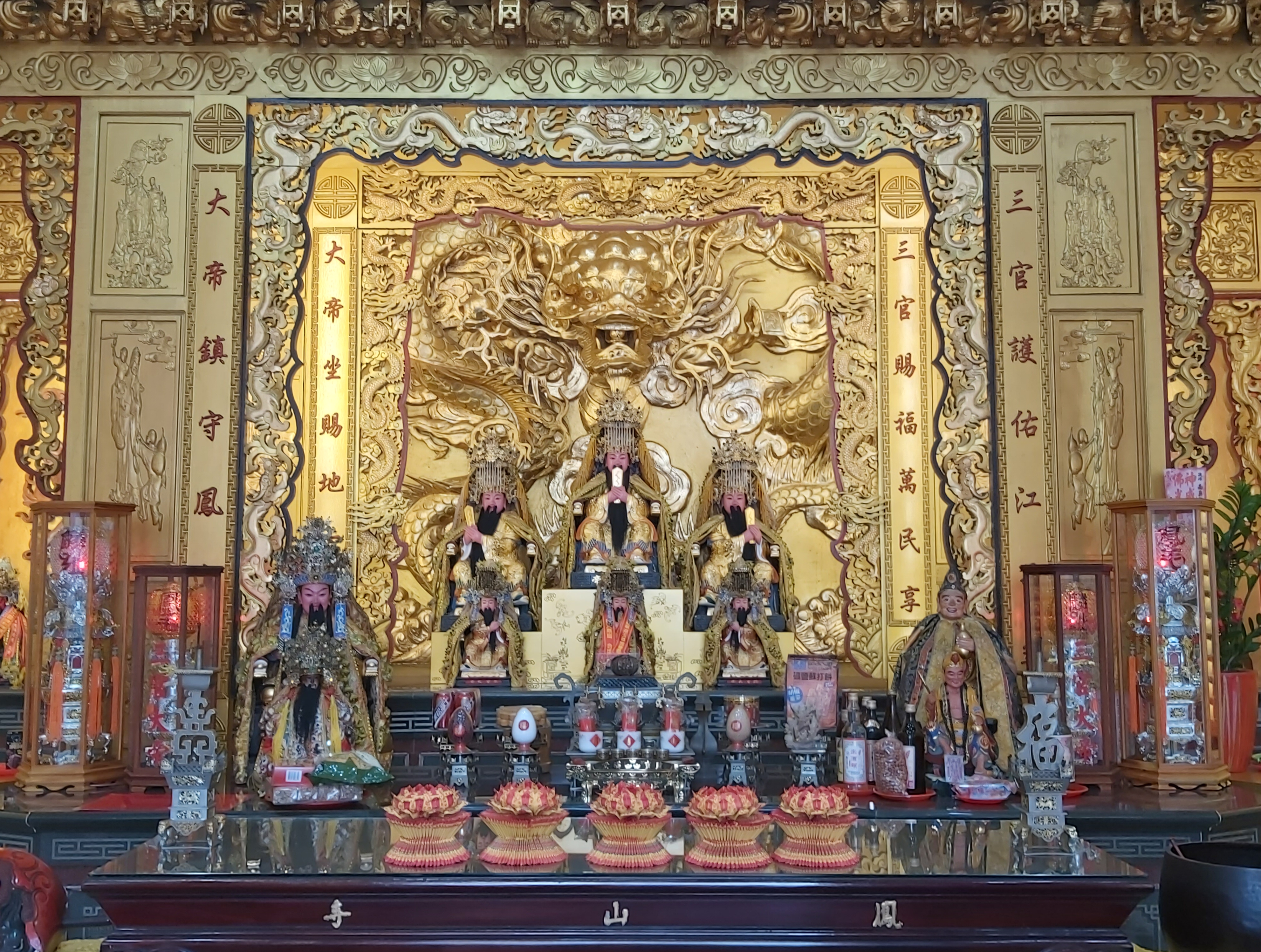
三官大帝
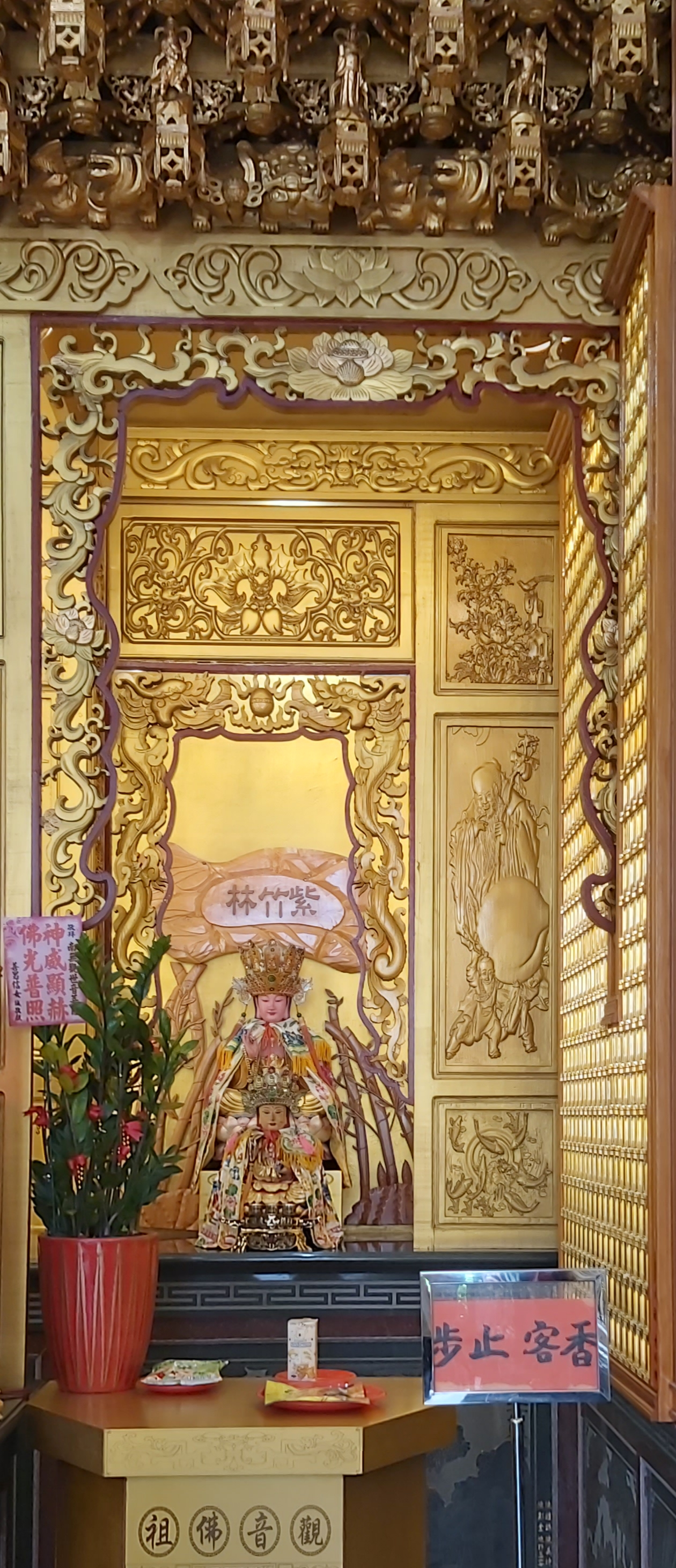
觀音佛祖

## 外部連結
- 板橋江子翠鳳山寺的Facebook專頁
- 板橋江子翠鳳山寺的Youtube頻道
- 以孝為先 庇佑鄰里 有求必應的廣澤尊王【板橋江子翠鳳山寺】神蹟廟算Youtube介紹